# Amphinemura exigua
Amphinemura exigua är en bäcksländeart som beskrevs av Peter Zwick 1977. Amphinemura exigua ingår i släktet Amphinemura och familjen kryssbäcksländor. Inga underarter finns listade i Catalogue of Life.